# Peltotrupes profundus
Peltotrupes profundus is een keversoort uit de familie mesttorren (Geotrupidae). De wetenschappelijke naam van de soort werd in 1952 gepubliceerd door Henry Fuller Howden.